# Dreamchild
Dreamchild is een studioalbum uitgebracht onder de naam Toyah, maar bevat voornamelijk muziek van muziekproducent Mike Bennet. Het album bevat ook dit keer muziek die atypisch is voor Toyah. Toyah begon als punk- annex new wavezangeres, schoof toen op naar progressieve rock (wellicht) onder invloed van echtgenoot Robert Fripp. Dit album bevat dancemuziek. De ingeschakelde musici kwamen ook uit de stal van Bennett. Vreemde eend in de bijt is hierbij Bob Skeat, langdurig basgitarist bij hardrockformatie Wishbone Ash. De band nam ook twee albums onder leiding van Bennett: Trance visionary en Psychic terrorism. Het album haalde nergens een notering in de albumlijsten.

## Musici
- Toyah – zang
- Paul Moran - toetsinstrumenten, koperblaasinstrumenten, programmeerwerk en arrangeren
- Mike Bennett – gitaar, loop en achtergrondzang
- Tacye – zang en samples
- Jay Stapley – gitaar op Unkind en Disappear
- Paul Mex – toetsinstrumenten en programmeerwerk op Over you en I don’t know
- Bob Skeat – basgitaar

## Muziek
Alle van Bennett, behalve waar aangegeven

| Nr. | Titel                                       | Duur |
| --- | ------------------------------------------- | ---- |
| 1.  | Now and then                                | 4:41 |
| 2.  | Let me go                                   | 4:56 |
| 3.  | World of tension                            | 4:23 |
| 4.  | Out of the blue                             | 5:51 |
| 5.  | Unkind                                      | 4:48 |
| 6.  | Dreamchild                                  | 6:62 |
| 7.  | Lost and found                              | 4:44 |
| 8.  | Over you (Bennett, Tacye)                   | 5:18 |
| 9.  | I don’t know (Bennett, Tacye, Willcox, Mex) | 5:16 |
| 10. | Disappear (Bennett, Tacye, Moran)           | 2:42 |
| 11. | Tone poem (Bennett, Moran)                  | 7:10 |
| 12. | Now and then (X-ertmix)                     | 7:59 |

Het album dankte Utah Saints, The Prodigy en David Platz. Het verscheen in aangepaste vorm met 1 bonustrack in 1997 als Phoenix. In 2010 volgde een heruitgave onder de oorspronkelijke titel met andere bonustracks.